# Guilherme Augusto Canedo de Magalhães
Guilherme Augusto Canedo de Magalhães (Muriaé, 1916 - ?, 1978) foi um professor catedrático de Direito Constitucional e político brasileiro.
Foi ministro interino da Educação no governo Castelo Branco, de 4 de outubro a 10 de novembro de 1966.
Participou dos conselhos do CADE de 1974, 1975/1976/1977 (trienal) e 1978.
Foi Sub-Reitor de Pessoal e Serviços Gerais da UFRJ, de 5 de setembro de 1969 a 17 de agosto de 1970.